# Oestergrenia variabilis
Oestergrenia variabilis is een zeekomkommer uit de familie Synaptidae.
De wetenschappelijke naam van de soort werd in 1886 als naam voor een variëteit gepubliceerd door Johan Hjalmar Théel.